# La nana (pel·lícula)
La nana és una pel·lícula xilena dirigida per Sebastián Silva i protagonitzada per Catalina Saavedra. El guió va ser coescrito per Pedro Peirano.
Es va estrenar el 17 de gener de 2009 en el Festival de Cinema de Sundance, on va aconseguir el Gran Premi del Jurat i un premi especial per a l'actriu Catalina Saavedra. El llargmetratge ha rebut més de vint premis internacionals, incloent el Colón d'Or al Festival de Cinema Iberoamericà de Huelva. A més, va ser la primera cinta xilena a ser nominada als Globus d'Or en la categoria millor pel·lícula en llengua no anglesa.

## Sinopsi

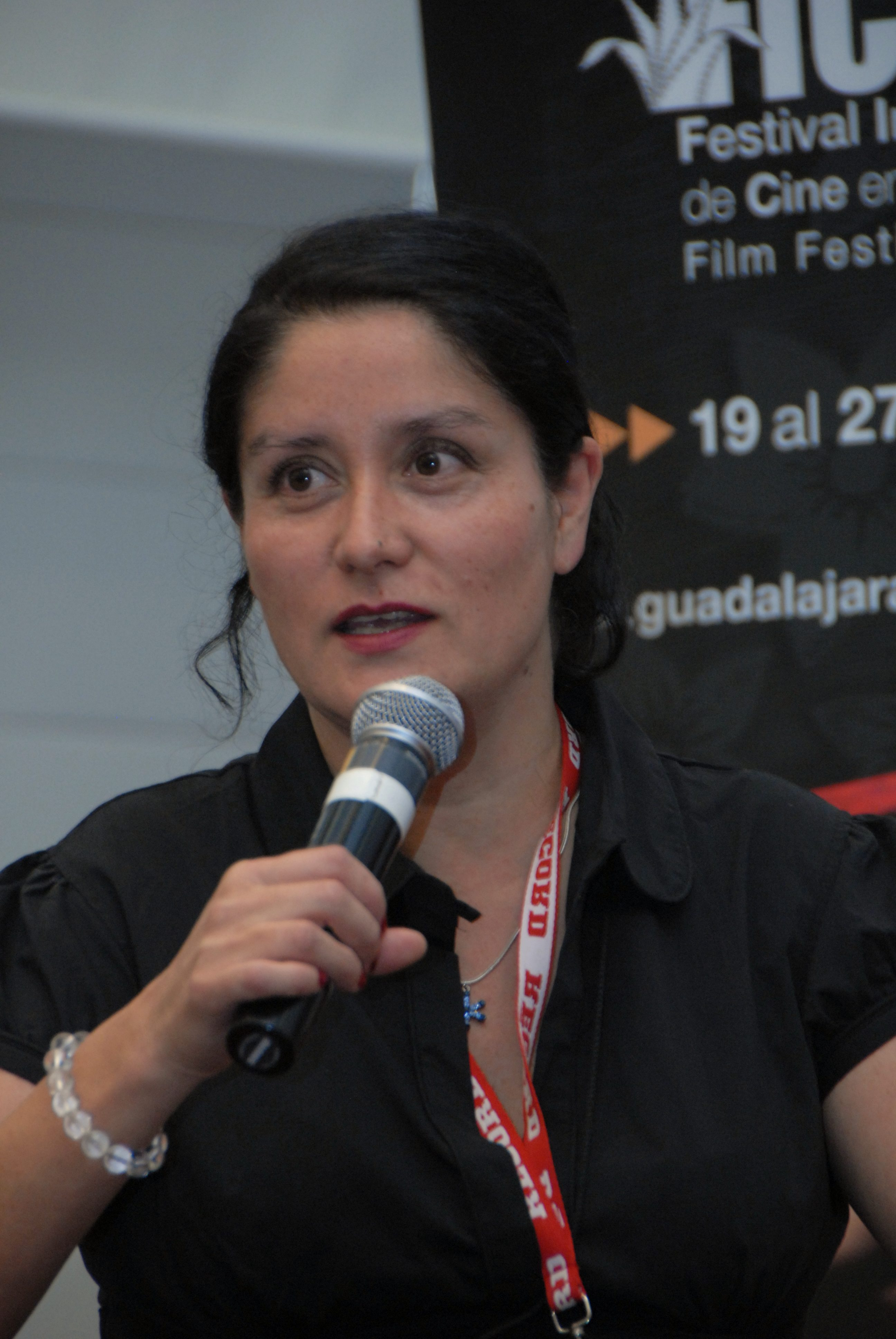
Catalina Saavedra, protagonista del llargmetratge (2009).

Raquel, l'amargada i introvertida nana (eufemisme xilè per a denominar a les empleades domèstiques) de la casa dels Valdés, amb els qui ha treballat per 23 anys, veu perillar el seu lloc quan aquests contracten una nova empleada perquè l'ajudi durant la seva convalescència. Raquel es dedica a fer-li la vida impossible a les noves nanas. Aquesta mecànica es repeteix una vegada i una altra fins a l'aparició de Lucy, una dona de província que aconseguirà penetrar la cuirassa de Raquel.

## Repartiment
- Catalina Saavedra com Raquel.
- Claudia Celedón com Pilar Valdés.
- Alejandro Goic com a Món Valdés.
- Mariana Loyola com Lucía "Lucy".
- Andrea García-Huidobro com Camila Valdés.
- Agustín Silva com Lucas Valdés.
- Delfina Guzmán com a Àvia Carmen.
- Anita Reeves com Sonia.
- Luis Dubó com Eric.
- Gloria Canales com a Mamà de Lucy.
- Luis Wigdorsky com a Papà de Lucy.
- Darok Orellana com Tomás.

## Crítica
Els crítics han respost molt positivament a la pel·lícula. Actualment, la pel·lícula té un 94% d’aprovació al lloc agregador de ressenyes Rotten Tomatoes, basada en 69 ressenyes amb una puntuació mitjana de 7,6/10. El consens crític del lloc web diu: "L'actuació devastadora de Catalina Saavedra seria motiu suficient per veure La nana, però la direcció empàtica i el guió afinat de Sebastian Silva només s'afegeixen al plaer de la pel·lícula". A Metacritic, la pel·lícula té una puntuació mitjana ponderada . de 82 de cada 100, basat en 24 crítiques, que indiquen "aclamació universal".
El crític de cinema David Parkinson la va anomenar "un estudi excepcional de la inversió emocional que fan els domèstics en les famílies a les que serveixen. Saavedra és fascinant a mesura que passa de ser serventa a enginyosa". El crític de cinema del Chicago Sun Times, Roger Ebert, va descriure la pel·lícula com una "joia naturalista i imprevisible".

## Premis
La pel·lícula va aconseguir la històrica nominació als Globus d'Or 2010 en la categoria de «millor pel·lícula en llengua no anglesa», la qual cosa la posiciona com un dels majors assoliments cinematogràfics del cinema xilè.
| Any  | Esdeveniment                                            | Nominat                                                  | Premi                                          | Resultat   |
| ---- | ------------------------------------------------------- | -------------------------------------------------------- | ---------------------------------------------- | ---------- |
| 2009 | Festival Internacional de Cinema de Cartagena de Indias | Sebastián Silva                                          | Premi de la Crítica - Millor Pel·lícula        | Guanyador  |
| 2009 | Festival Internacional de Cinema de Cartagena de Indias | Catalina Saavedra                                        | Índia Catalina - Millor Actriu                 | Guanyador  |
| 2009 | Festival Internacional de Cinema de Cartagena de Indias | Sebastián Silva                                          | Índia Catalina - Millor Pel·lícula             | Nominat    |
| 2009 | Gotham Film Awards                                      | Gregorio González (productor) Sebastián Silva (director) | Millor pel·lícula                              | Nominat    |
| 2009 | Gotham Film Awards                                      | Catalina Saavedra                                        | Millor actriu revelació                        | Guanyador  |
| 2009 | Festival Internacional de Cinema de Guadalajara         | Sebastián Silva                                          | Premi FIPRESCI - Millor pel·lícula             | Guanyador  |
| 2009 | Festival de Cinema Iberoamericà de Huelva               | Sebastián Silva                                          | Premi de la Crítica                            | Guanyador  |
| 2009 | Festival de Cinema Iberoamericà de Huelva               | Sebastián Silva                                          | Primer Premi Elcine - Millor Pel·lícula        | Guanyador  |
| 2009 | Festival de Cinema de Sundance                          | Sebastián Silva                                          | Gran Premi del Jurat: Cinema Mundial -Dramàtic | Guanyador  |
| 2009 | Festival de Cinema de Sundance                          | Catalina Saavedra                                        | Premi Especial del Jurat (actriu)              | Guanyador  |
| 2009 | Premis Satellite                                        | Catalina Saavedra                                        | Millor actriu                                  | Nominat    |
| 2009 | Premis Satellite                                        | Sebastián Silva                                          | Millor pel·lícula estrangera                   | Guanyador  |
| 2010 | Image Awards                                            | Gregorio González (productor) Sebastián Silva (director) | Millor pel·lícula en llengua no anglesa        | Nominat    |
| 2010 | Globus d'Or 2010                                        | Gregorio González (productor) Sebastián Silva (director) | Millor pel·lícula en llengua no anglesa        | Nominat    |
| 2010 | LII edició dels Premis Ariel                            | Gregorio González (productor) Sebastián Silva (director) | Millor pel·lícula iberoamericana               | Nominat    |
| 2010 | XVI Mostra de Cinema Llatinoamericà de Catalunya        | Catalina Saavedra                                        | Premi a la millor actriu                       | Guanyadora |